# مجزرة عائلة أبو راشد
مجزرة عائلة أبو راشد هي مجزرةٌ ارتكبها سلاح الجوّ الإسرائيلي بتاريخ 24 أكتوبر 2024 حينما قام باستهداف منزل العائلة في شارع الهوجا في مخيم جباليا شمال قطاع غزة دون سابق إنذار، وتسبّبت هذه المجزرة الإسرائيليّة والتي استهدفت منطقة حيوية في استشهاد 32 شخص من عائلة أبو راشد.

## خلفية الحدث
في صباح يوم السبت 7 تشرين الأول  2023 قامت حركة المقاومة الإسلامية حماس بإطلاق ما لا يقلُّ عن 3000 صاروخ من قطاع غزة الذي تسيطر عليه حماس باتجاه إسرائيل. بالموازاة مع اختراق حوالي 2500 مسلَّح فلسطيني الحاجز بين غزة وإسرائيل بِشَنِّهِم لهجوم عبر السّيارات رُباعيّة الدّفع والدّراجات النّارية والطّائرات الشّراعيّة وغيرها على البلدات المتاخمة للقطاع، والتي تُعرف باسم غلاف غزة، حيث سيطروا على عددٍ من المواقع العسكريَّة خاصة في سديروت، ووصلوا أوفاكيم، واقتحموا نتيفوت، وخاضوا اشتباكاتٍ عنيفة في المستوطنات الثلاثة وفي مستوطنات أخرى كما أسَرُوا عددًا من الجنود والمواطنين واقتادوهم لغَزَّة فضلًا عن اغتنامِ مجموعةٍ من الآليَّات العسكريَّة الإسرائيليَّة. ردًّا على ذلك، بدأت قوات الاحتلال الإسرائيلي هجومها باستعادة السيطرة على المستوطنات التي سبق لقوات حماس السيطرة عليها، وشنَّت هجمات انتقامية قبل أن تعلن الحرب رسميًا على حماس في اليوم التالي. كما نَفَّذَت غارات جوية على قطاع غزة، وشدَّدت حصارها وشنت واحدة من أكثر حملات القصف دموية وتدميرًا في التاريخ الحديث.

## الضحايا
جميع الضحايا من المدنيين فضلًا عن كونهم من عائلة واحدة قضت بعد قصف الإحتلال الإسرائيلي لهم، عرف منهم:
1. علياء أحمد سلمان أبو راشد (63 عام)
2. فتحي أحمد سلمان أبو راشد (66 عام)
3. سحر فتحي أحمد أبو راشد (32 عام)
4. رمزي فتحي أحمد أبو راشد (38 عام)
5. محمود فتحي أحمد أبو راشد (35 عام)
6. فؤاد أحمد سلمان أبو راشد (47 عام)
7. مصعب فؤاد أبو راشد
8. الطفل بلال فؤاد أحمد أبو راشد (17 عام)
9. الطفلة رهف فؤاد أحمد أبو راشد (11 عام)
10. محمد سلمان عيد أبو راشد (57 عام)
11. يوسف سلمان أبو راشد
12. الطفل إسلام سلمان أحمد أبو راشد (16 عام)
13. سما سلمان أبو راشد
14. آية سلمان أحمد أبو راشد (20 عام)
15. نجاح محمد أحمد أبو راشد (62 عام)
16. سارة أبو راشد
17. الطفلة سالي رمزي فتحي أبو راشد (12 عام)
18. الطفلة ماريا رمزي فتحي أبو راشد
19. الطفلة شام رمزي فتحي أبو راشد (10 أعوام)
20. مريم رمزي فتحي أبو راشد
21. مسك رمزي فتحي أبو راشد
22. قصي رمزي فتحي أبو راشد
23. مصطفى رمزي فتحي أبو راشد
24. أنوار مرضي سلمان أبو راشد (28 عام)
25. فراس محمود أبو راشد
26. محمد محمود أبو راشد
27. فتحي محمود أبو راشد
28. حبيبة محمود أبو راشد
29. أمل شحدة أبو راشد